# 61e division d'infanterie (Allemagne)
Pour les articles homonymes, voir 61e division d'infanterie.
La  61e division d'infanterie (en allemand : 61. Infanterie-Division ou 61. ID) est une des divisions d'infanterie de l'armée allemande (Wehrmacht) durant la Seconde Guerre mondiale.

## Création et différentes dénominations
La 61e division d'infanterie est créée le 8 août 1939 à Insterbourg dans la 1re région militaire.
Le 18 novembre 1940, les 3e bataillons des trois régiments d'infanterie sont désignés pour former la 336e division d'infanterie

## Historique
Le 1er septembre 1939 traverse la frontière polonaise, puis marche sur Mlawa, Ciechanow, Pultusk et Wyszkow. Elle est à la pointe de l'assaut de Praga dans la banlieue de Varsovie.
Après l'occupation de la Pologne la division est envoyée entre Aix-la-Chapelle et Cologne.
En mai 1940, elle participe à l'invasion de la Belgique et en particulier à la prise du fort d'Eben Emael. Elle poursuit ensuite les troupes en déroute à Namur, Menin, Messines et Ypres. Après la bataille de Dunkerque, la division traverse la Seine et passant par Carentan elle se dirige sur la Bretagne.
Elle reste comme force d'occupation en France jusqu'au mois de janvier 1941.
Le 22 juin 1941, elle participe à l'opération Barbarossa et après avoir marché et participé aux captures de Memel, Jelgava et Riga elle participe aux violents combats de la Bataille de Tallinn. Elle combat ensuite pour l'occupation des îles russes de la Baltique après avoir été réorganisée, elle est envoyée en renfort sur Tikhvine à l'extrême Est de la ligne de front de Léningrad, où elle est menacée d'encerclement par les troupes russes.
En janvier 1942, elle fait retraite, vers l'Ouest, avec le reste des forces allemandes et se positionne sur la Volkhov.
Lors de l'opération Iskra, en janvier 1943 elle est anéantie.
En avril 1944, elle absorbe les éléments de la 9. Feld-Division (L) dissoute. Après de très lourdes pertes en Courlande, la division est transportée sur Gotenhafen où elle est reformée et renommée 61. Volksgrenadier-Division en octobre 1944.

## Organisation

### Commandants
| Début              | fin              | Grade                  | Commandant                   |
| ------------------ | ---------------- | ---------------------- | ---------------------------- |
| 1er septembre 1939 | 27 mars 1942     | General der Infanterie | Siegfried Hänicke            |
| 27 mars 1942       | 7 avril 1942     | Generalmajor           | Franz Scheidies              |
| 7 avril 1942       | 1er février 1943 | Generalleutnant        | Werner Hühner                |
| 1er février 1943   | 30 avril 1943    | Generalleutnant        | Günther Krappe               |
| 30 avril 1943      | 1er mai 1943     | Generalleutnant        | Gottfried Weber              |
| 1er mai 1943       | 11 décembre 1943 | Generalleutnant        | Günther Krappe               |
| 11 décembre 1943   | 1er février 1944 | Generalmajor           | Joachim Albrecht von Blücher |
| 1er février 1944   | 7 octobre 1944   | Generalleutnant        | Günther Krappe               |

### Officiers d'opérations (Generalstabsoffiziere (Ia))
| Date                               | Grade          | Commandant      |
| ---------------------------------- | -------------- | --------------- |
| Août 1939 - Février 1940           | Oberstleutnant | Josef Irkens    |
| Février 1940 - Septembre 1940      | Hauptmann      | Claus von Plate |
| 30 septembre 1940 - 7 janvier 1942 | Major          | Joachim Clauss  |
| 7 janvier 1942 - 1er février 1944  | Oberstleutnant | Hans Starke     |
| 15 février 1944 - Avril 1944       | Oberstleutnant | Karl Daub       |
| Avril 1944 - Octobre 1944          | ?              | ?               |

## Théâtres d'opérations
- Pologne : Septembre 1939 - Mai 1940
  - 1er septembre au 6 octobre 1939 : Campagne de Pologne
- Belgique : Mai 1940 - Juin 1941
- Front de l'Est, secteur Nord : Juin 1941 - Juillet 1944
  - Siège de Léningrad
  - Bataille de Mga
- Front de l'Est, secteur Centre : (Juillet 1944 - Octobre 1944

## Composition
1939
- Infanterie-Regiment 151
- Infanterie-Regiment 162
- Infanterie-Regiment 176
- Aufklärungs-Abteilung 161
- Artillerie-Regiment 161
  - I. Abteilung
  - II. Abteilung
  - III. Abteilung
  - IV. Abteilung
- Pionier-Bataillon 161
- Panzerabwehr-Abteilung 161
- Nachrichten-Abteilung 161
- Versorgungseinheiten 161

1942
- Grenadier-Regiment 151
- Grenadier-Regiment 162
- Grenadier-Regiment 176
- Schnelle Abteilung 161
- Artillerie-Regiment 161
  - I. Abteilung
  - II. Abteilung
  - III. Abteilung
  - IV. Abteilung
- Pionier-Bataillon 161
- Nachrichten-Abteilung 161
- Versorgungseinheiten 161

1943-1945
- Grenadier-Regiment 151
- Grenadier-Regiment 162
- Grenadier-Regiment 176
- Füsilier-Bataillon 161
- Artillerie-Regiment 161
  - I. Abteilung
  - II. Abteilung
  - III. Abteilung
  - IV. Abteilung
- Pionier-Bataillon 161
- Panzerjäger-Abteilung 161
- Nachrichten-Abteilung 161
- Feldersatz-Bataillon 161
- Versorgungseinheiten 161

## Décorations
Des membres de cette division ont été récompensés à titre personnel pour leurs faits de guerre:
- Insigne de combat rapproché en Or
  - 3
- Agrafe de la liste d'honneur
  - 18
- Croix allemande
  - en Or : 90
- Croix de chevalier de la Croix de fer
  - 39
  - 4 feuilles de chêne